# Aport (tresura)

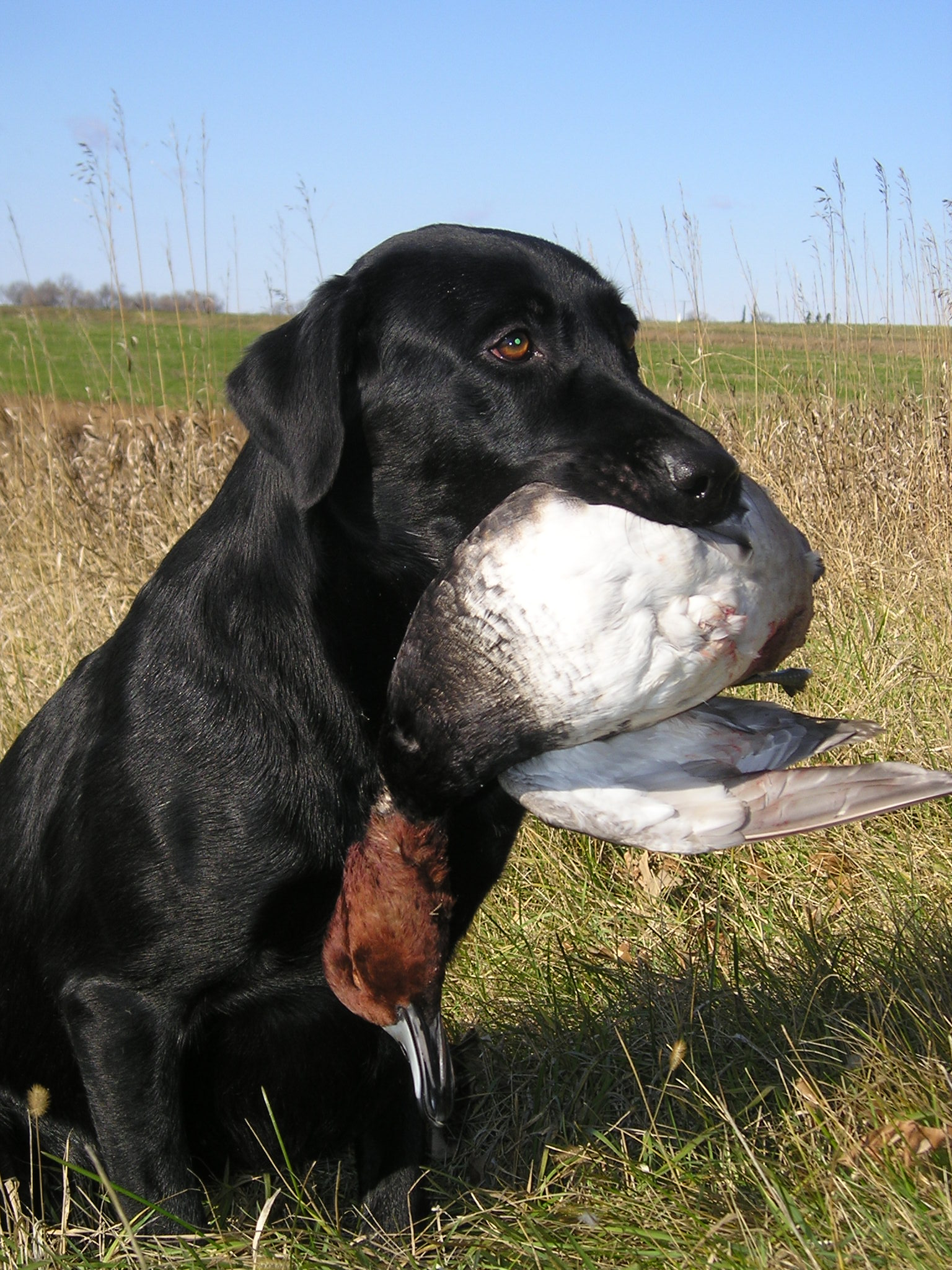
Pies aportujący ptactwo

Aport – komenda wydawana tresowanemu zwierzęciu, najczęściej psu, oznaczająca nakaz przyniesienia przez zwierzę rzuconej rzeczy (również nazywanej „aportem”), a także sama czynność przynoszenia przez zwierzę tej rzeczy.
W szczególności, podczas polowań z użyciem psów (w szczególności polowań na ptactwo albo drobną zwierzynę, jak lisy lub zające) wykorzystuje się psy aportujące do odszukiwania i przynoszenia zastrzelonej zdobyczy.
Prawidłowo wykonany aport powinien odbyć się na odpowiednią komendę, po usłyszeniu której pies udaje się po rzucony przedmiot, a następnie przynosi go do rąk opiekuna. Umiejętność aportowania może zostać wyćwiczona u każdego psa, jednak niektóre rasy posiadają tę zdolność od urodzenia. Zalicza się do nich przede wszystkim psy myśliwskie, wykorzystywane do polowań. Są to między innymi rasy takie, jak golden retriever, labrador retriever, curly coated retriever i Chesapeake Bay retriever.